# Fase S

Asimetría en la síntesis de hilos principales y rezagados

La fase S (fase de síntesis) es la fase del ciclo celular en la que el ADN se replica, se desarrolla durante la interfase, entre la Fase G1 y la Fase G2. Dado que la duplicación precisa del genoma es fundamental para una división celular exitosa, los procesos que ocurren durante la fase S están estrictamente regulados y ampliamente conservados. 

## Regulación
La entrada en la fase S está controlada por el punto de restricción G1 (R), que compromete a las células con el resto del ciclo celular si hay nutrientes adecuados y señalización de crecimiento. Esta transición es esencialmente irreversible; después de pasar el punto de restricción, la celda progresará a través de la fase S incluso si las condiciones ambientales se vuelven desfavorables.
En consecuencia, la entrada en la fase S está controlada por vías moleculares que facilitan un cambio rápido y unidireccional en el estado celular. En la levadura, por ejemplo, el crecimiento celular induce la acumulación de ciclina Cln3, que se compleja con la quinasa dependiente de ciclina CDK2. El complejo Cln3-CDK2 promueve la transcripción de los genes de la fase S inactivando el represor transcripcional Whi5. Dado que la regulación positiva de los genes de la fase S impulsa una mayor supresión de Whi5, esta vía crea un circuito de retroalimentación positiva que compromete completamente a las células con la expresión del gen de la fase S.
Existe un esquema regulador muy similar en las células de mamíferos. Las señales mitogénicas recibidas a lo largo de la fase G1 causan una acumulación gradual de ciclina D, que se compleja con CDK4/6. El complejo activo ciclina D-CDK4 / 6 induce la liberación del factor de transcripción E2F , que a su vez inicia la expresión de los genes de la fase S. Varios genes diana E2F promueven una mayor liberación de E2F, creando un circuito de retroalimentación positivo similar al encontrado en la levadura.

## Replicación de ADN

Pasos en la síntesis de ADN

A lo largo de la fase M y la fase G1, las células ensamblan complejos de pre-replicación inactivos (pre-RC) en orígenes de replicación distribuidos por todo el genoma. Durante la fase S, la célula convierte los pre-RC en horquillas de replicación activas para iniciar la replicación del ADN. Este proceso depende de la actividad quinasa de Cdc7 y varias CDK de fase S, las cuales no están reguladas en la entrada de fase S.
La activación del pre-RC es un proceso muy regulado y altamente secuencial.  Después de que las CDK de fase Cdc7 y S fosforilan sus respectivos sustratos, un segundo conjunto de factores replicativos se asocia con el pre-RC. La asociación estable alienta a la MCM helicasa a desenrollar un pequeño tramo de ADN parental en dos cadenas de ssDNA, que a su vez recluta la proteína de replicación A (RPA), una proteína de unión a ssDNA. El reclutamiento de RPA prepara la horquilla de replicación para la carga de las polimerasas de ADN replicativas y las pinzas deslizantes de PCNA. La carga de estos factores completa la horquilla de replicación activa e inicia la síntesis del nuevo ADN. 
Curiosamente, el ensamblaje completo de la horquilla de replicación y la activación solo se producen en un pequeño subconjunto de orígenes de replicación. Todos los eucariotas poseen muchos más orígenes de replicación que los estrictamente necesarios durante un ciclo de replicación de ADN. Los orígenes redundantes pueden aumentar la flexibilidad de la replicación del ADN, permitiendo que las células controlen la velocidad de síntesis del ADN y respondan al estrés de la replicación.

## Síntesis de histonas
Dado que el nuevo ADN debe empaquetarse en nucleosomas para funcionar correctamente, la síntesis de las proteínas de las histonas canónicas (no variante) se produce junto con la replicación del ADN. Durante la fase S temprana, el complejo ciclina E-Cdk2 fosforila a NPAT, un coactivador nuclear de la transcripción de histonas. El NPAT se activa por fosforilación y recluta el complejo de remodelado de la cromatina Tip60 a los promotores de los genes de histonas. La actividad de Tip60 elimina las estructuras de la cromatina inhibitoria e impulsa un aumento de tres a diez veces en la tasa de transcripción.
Además de aumentar la transcripción de los genes de histonas, la entrada en la fase S también regula la producción de histonas a nivel de ARN.  En lugar de colas poliadeniladas, las transcripciones de histonas canónicas poseen un motivo de bucle de tallo 3 'conservado que se une de forma selectiva a la proteína de unión al bucle del tallo (SLBP). La unión de SLBP es necesaria para el procesamiento, la exportación y la traducción eficientes de los ARNm de histonas, lo que le permite funcionar como un "interruptor" bioquímico altamente sensible. Durante la fase S, la acumulación de SLBP actúa junto con NPAT para aumentar drásticamente la eficiencia de la producción de histonas. Sin embargo, una vez que termina la fase S, tanto la SLBP como el ARN unido se degradan rápidamente. Esto detiene inmediatamente la producción de histonas y evita una acumulación tóxica de histonas libres.

## Replicación del nucleosoma

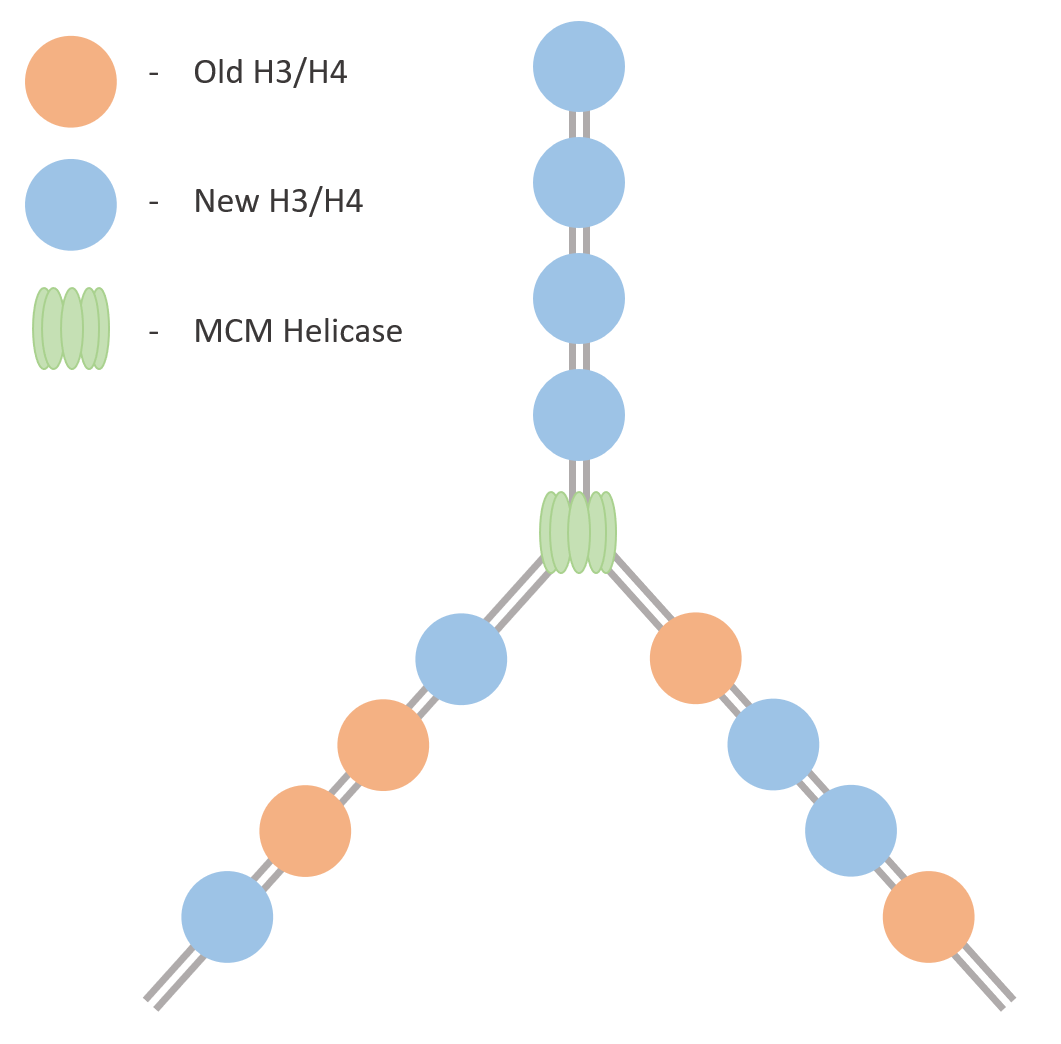
Reensamblaje conservador del núcleo H3 / H4 nucleosoma detrás de la horquilla de replicación.

Las histonas libres producidas por la célula durante la fase S se incorporan rápidamente en nuevos nucleosomas.  Este proceso está estrechamente relacionado con la bifurcación de replicación, que ocurre inmediatamente en "frente" y "detrás" del complejo de replicación.  La translocación de la helicasa de MCM a lo largo de la hebra líder interrumpe los octámeros nucleosómicos parentales, lo que resulta en la liberación de las subunidades H3-H4 y H2A-H2B.  El reensamblaje de los nucleosomas detrás de la horquilla de replicación está mediado por factores de ensamblaje de cromatina (CAF, por sus siglas en inglés) que están asociados a proteínas de replicación. Aunque no se entiende completamente, el reensamblaje no parece utilizar el esquema semiconservador visto en la replicación del ADN.  Los experimentos de etiquetado indican que la duplicación de nucleosomas es predominantemente conservadora. El núcleo del nucleosoma H3-H4 paterno permanece completamente separado del H3-H4 recién sintetizado, lo que da como resultado la formación de nucleosomas que contienen H3-H4 exclusivamente viejos o H3-H4 exclusivamente nuevos. Las histonas "antiguas" y "nuevas" se asignan a cada hebra hija de forma semi-aleatoria, lo que resulta en una división equitativa de las modificaciones reglamentarias.

## Restablecimiento de dominios de cromatina
Inmediatamente después de la división, cada cromátida hija solo posee la mitad de las modificaciones epigenéticas presentes en la cromátida paterna. La célula debe usar este conjunto parcial de instrucciones para restablecer los dominios de la cromatina funcional antes de ingresar a la mitosis. 
Para regiones genómicas grandes, la herencia de los viejos nucleosomas H3-H4 es suficiente para el restablecimiento exacto de los dominios de la cromatina. Polycomb Repressive Complex 2 (PRC2) y varios otros complejos modificadores de histonas pueden "copiar" modificaciones presentes en histonas antiguas en histonas nuevas. Este proceso amplifica las marcas epigenéticas y contrarresta el efecto dilutivo de la duplicación de nucleosomas.
Sin embargo, para los pequeños dominios que se aproximan al tamaño de los genes individuales, los nucleosomas antiguos se diseminan demasiado para la propagación precisa de las modificaciones de histonas. En estas regiones, la estructura de la cromatina probablemente se controla mediante la incorporación de variantes de histonas durante el reensamblaje del nucleosoma. La estrecha correlación observada entre H3.3/H2A.Z y las regiones transcripcionalmente activas prestan apoyo a este mecanismo propuesto. Desafortunadamente, una relación causal aún no se ha probado.

## Puntos de control de daños en el ADN
Durante la fase S, la célula examina continuamente su genoma en busca de anomalías. La detección del daño en el ADN induce la activación de tres "vías de control" canónicas de fase S que retrasan o detienen la progresión del ciclo celular:
1. El punto de verificación de la replicación detecta las horquillas de replicación bloqueadas al integrar señales de RPA, ATR Interacting Protein (ATRIP) y RAD17. Tras la activación, el punto de control de la replicación regula la biosíntesis de nucleótidos y bloquea el inicio de la replicación desde orígenes no cocidos. Ambos procesos contribuyen al rescate de las horquillas bloqueadas al aumentar la disponibilidad de los dNTP.[12]
2. El punto de control SM bloquea la mitosis hasta que todo el genoma se haya duplicado con éxito. Esta vía induce la detención mediante la inhibición del complejo Cyclin-B-CDK1, que se acumula gradualmente a lo largo del ciclo celular para promover la entrada mitótica.[12]
3. El punto de control de fase intra-S detecta roturas de doble hebra (DSB) a través de la activación de quinasas ATR y ATM. Además de facilitar la reparación del ADN, el ATR activo y el ATM paralizan la progresión del ciclo celular al promover la degradación de CDC25A, una fosfatasa que elimina los residuos de fosfato inhibitorio de las CDK.[12]

Además de estos puntos de control canónicos, la evidencia reciente sugiere que las anomalías en el suministro de histonas y el ensamblaje del nucleosoma también pueden alterar la progresión de la fase S. El agotamiento de las histonas libres en las células de Drosophila prolonga dramáticamente la fase S y causa una detención permanente en la fase G2. Curiosamente, este fenotipo único de detención no está asociado con la activación de las vías de daño del ADN canónico, lo que indica que el ensamblaje del nucleosoma y el suministro de histonas pueden analizarse mediante un nuevo punto de control de la fase S.